# Lypovecký rajón
Lypovecký rajón (ukrajinsky Липовецький район Lypoveckyj rajon) byl rajón (okres) Vinnycké oblasti na Ukrajině, který vznikl v roce 1923. Měl rozlohu 970 km² a žilo zde přibližně 37 tisíc obyvatel. Administrativním centrem bylo město Lypovec. Pod městem v červenci 1941 zahynuli příslušníci slovenské motorizované brigády, kterým zde byl postaven památník.

## Města a vesnice Lypoveckého rajónu
Lypovec, Turbiv, Berestivka, Bila, Bilozerivka, Bohdanivka, Brycke, Vachnivka, Verbivka, Verňanka, Vijtivci, Vikentijivka, Hannivka, Hordijivka, Žurava, Zoziv, Zozivka, Ivaňky, Kobylňa, Kozynci, Koňušivka, Korolivka, Kosakivka, Kosťantynivka, Kochanivka, Lozuvata, Lukašivka, Napadivka, Narcyzivka, Nova Pryluka, Nove, Oleksandrivka, Petrivka, Pisočyn, Popivka, Pryborivka, Rosoša, Sverdlivka, Syvakivci, Skytka, Slavna, Sobolivka, Stara Pryluka, Strutynka, Teklynivka, Trošča, Ulanivka, Choroša, Čuprynivka, Šenderivka, Ščaslyva, Jasenky, Ksaverivka, Lypovec (sídlisko), Pylypenkove, Pidlisne, Telmana, Červona Zirka, Jasenecke.